# بام تيجواردين
بام تيجواردين (بالإنجليزية: Pam Teeguarden)‏ مواليد 17 أبريل 1951 في جاكسونفيل، هي لاعبة كرة مضرب أمريكية سابقة كانت تلعب باليد اليمنى. وهي إحدى بطلات الجراند سلام.

## بطولات حققتها
- دورة رولان غاروس الدولية
- بطولة أمريكا المفتوحة للتنس

## روابط خارجية
- بام تيجواردين على موقع رابطة محترفات التنس (الإنجليزية)
- بام تيجواردين على موقع الاتحاد الدولي لكرة المضرب (الإنجليزية)
- بام تيجواردين على موقع خلاصة التنس.كوم (الإنجليزية)